# Evropska organizacija za jedrske raziskave
Evropska organizacija za jedrske raziskave (kratica CERN, angleško European Organization for Nuclear Research Organisation, francosko Organisation Européenne pour la Recherche Nucléaire) je največji laboratorij za fiziko delcev. Njen sedež je zahodno od Ženeve v občini Meyrin, ob meji med Francijo in Švico. Trenutno je v CERN včlanjenih 25 evropskih držav in Izrael, ima okrog 2.500 polno zaposlenih ljudi, poleg njih pa sodeluje še okrog 7.900 znanstvenikov in inženirjev s 580 univerz ter raziskovalnih inštitucij. Slovenija je formalno zaprosila za članstvo junija 2009, leta 2017 je pridobila status pridružene članice, polnopravna članica je postala leta 2025.
Glavni cilj organizacije je izgradnja pospeševalnikov delcev za raziskave na področju fizike osnovnih delcev. Trenutno največji tovrstni projekt je Veliki hadronski trkalnik, ki se nahaja pod zemljo v bližini sedeža CERN. Organizacija je znana tudi kot rojstni kraj svetovnega spleta, ki je nastal zaradi potreb po distribuirani obdelavi ogromne količine podatkov iz poskusov.

## Članice
Trenutno ima status članic v Cernu 25 držav. 
Države ustanoviteljice Cerna:
- Belgija
- Danska
- Nemčija (takratna Zahodna Nemčija)
- Francija
- Grčija
- Italija
- Norveška
- Švedska
- Švica
- Nizozemska
- Združeno kraljestvo
- Jugoslavija (zapustila CERN leta 1961)

Nove članice:
- Avstrija (pridružena leta 1959)
- Španija (pridružena leta 1961, zapustila 1969, ponovno se je pridružila 1983)
- Portugalska (pridružena leta 1985)
- Finska (pridružena leta 1991)
- Poljska (pridružena leta 1991)
- Madžarska (pridružena leta 1992)
- Češka (pridružena leta 1993)
- Slovaška (pridružena leta 1993)
- Bolgarija (pridružena leta 1999)
- Izrael (pridružena leta 2014)
- Romunija (pridružena leta 2016)
- Srbija (pridružena leta 2018)
- Estonija (pridružena leta 2024)
- Slovenija (pridružena leta 2025)

Status pridružene članice imajo:
- Ciper
- Brazilija
- Hrvaška
- Indija
- Latvija
- Litva
- Pakistan
- Turčija
- Ukrajina

Še  dve državi in dve mednarodni organizaciji imata status opazovalcev:
- ZDA
- Japonska
- UNESCO
- Evropska komisija

Nekdanji opazovalki:
- Rusija (suspendirana leta 2022)
- Združeni inštitut za jedrske raziskave (suspendiran leta 2022)